# Colin Nel
Colin Nel (Bloemfontein, 24 november 1983) is een Zuid-Afrikaanse golfprofessional die actief is op de Sunshine Tour.

## Loopbaan
In 2009 werd Nel een golfprofessional en debuteerde meteen op de Sunshine Tour. In 2010 kwalificeerde hij zich voor het Zuid-Afrikaans Open. Later in die jaar won hij de Finals van de Tourschool van de Sunshine Tour met een score van -21 na vijf rondes.
Op 29 augustus 2014 behaalde Nel zijn eerste zege op de Sunshine Tour door de Wild Waves Golf Challenge te winnen.

## Erelijst

### Professional
Sunshine Tour
| Nr. | Datum            | Toernooi                  | Score     | Score | Info                 |
| --- | ---------------- | ------------------------- | --------- | ----- | -------------------- |
| 1   | 29 augustus 2014 | Wild Waves Golf Challenge | 65-65=130 | –10   | 36-holes (regenweer) |

## Trivia
Colin Nel heeft een voorliefde voor opvallende broeken. In 2012 speelde hij het  Lion of Africa Cape Town Open in een broek, gemaakt van de ZA vlag, en het Nelson Mandela Kampioenschap in een broek mer zebra strepen .